# Antarcturus hirsutus
Antarcturus hirsutus is een pissebed uit de familie Antarcturidae. De wetenschappelijke naam van de soort werd voor het eerst geldig gepubliceerd in 1904 door Harriet Richardson.